# Deuxième circonscription du Territoire de Belfort
La deuxième circonscription du Territoire de Belfort est l'une des 2 circonscriptions législatives françaises que compte le département du Territoire de Belfort (90) situé en région Bourgogne-Franche-Comté.

## Description géographique et démographique

### De 1958 à 1986
La deuxième circonscription du Territoire de Belfort  était composée de :
- canton de Delle ;
- canton de Fontaine ;
- canton de Giromagny ;
- canton de Rougemont-le-Château ;
- communes de Bavilliers, Cravanche, Essert, Salbert.

Source : Journal Officiel du 14-15 octobre 1958.

### Depuis 1988
La deuxième circonscription du Territoire de Belfort est délimitée par le découpage électoral de la loi n°86-1197 du 24 novembre 1986
, elle regroupe les divisions administratives suivantes :
- Canton de Belfort-Nord
- Canton de Belfort-Ouest
- Canton de Belfort-Sud
- Canton de Châtenois-les-Forges
- Canton de Giromagny
- Canton d'Offemont
- Canton de Rougemont-le-Château
- Canton de Valdoie

D'après le recensement général de la population en 2022, réalisé par l'Institut national de la statistique et des études économiques (INSEE), la population totale de cette circonscription est estimée à 70308 habitants.

## Historique des députations
| Législature | Début de mandat | Fin de mandat  | Député                                                                    | Parti politique | Observations |
| ----------- | --------------- | -------------- | ------------------------------------------------------------------------- | --------------- | --- |
| Ve          | 2 avril 1973    | 2 avril 1978   | Raymond Forni                                                             | PS              | |
| VIe         | 3 avril 1978    | 22 mai 1981    | Raymond Forni                                                             | PS              | Mandat écourté à la suite d'une dissolution parlementaire décidée par François Mitterrand. |
| VIIe        | 2 juillet 1981  | 23 août 1985   | Raymond Forni                                                             | PS              | Nommé membre de la Haute Autorité de la communication audiovisuelle par le président de la République, il démissionne le 23 août 1985. Le siège reste vacant jusqu’à la fin de la législature.                               |
| VIIIe       | 2 avril 1986    | 14 mai 1988    | Aucun                                                                     |                 | Proportionnelle par département, pas de député par circonscription. Mandat écourté à la suite d'une dissolution parlementaire décidée par François Mitterrand.                                                               |
| IXe         | 23 juin 1988    | 1er avril 1993 | Jean-Pierre Chevènement Gilberte Marin-Moskovitz Jean-Pierre Chevènement  | PS              | Maire de Belfort Démissionne le 28 juillet 1988 car nommé au gouvernement Remplacé par sa suppléante Gilberte Marin-Moskovitz (1988-1991) Retrouve son siège de député à la suite d'une élection partielle le 10 juin 1991   |
| Xe          | 2 avril 1993    | 21 avril 1997  | Jean-Pierre Chevènement,                                                  | MDC,            | Maire de Belfort Mandat écourté à la suite d'une dissolution parlementaire décidée par Jacques Chirac. |
| XIe         | 12 juin 1997    | 18 juin 2002   | Jean-Pierre Chevènement Gilberte Marin-Moskovitz Jean-Pierre Chevènement, | MDC,            | Maire de Belfort Démissionne le 4 juillet 1997 car nommé au gouvernement Remplacé par sa suppléante Gilberte Marin-Moskovitz (1997-2000) Retrouve son siège de député à la suite d'une élection partielle le 22 octobre 2000 |
| XIIe        | 19 juin 2002    | 19 juin 2007   | Michel Zumkeller,                                                         | UMP-PR,         | Conseiller municipal de Valdoie |
| XIIIe       | 20 juin 2007    | 19 juin 2012   | Michel Zumkeller                                                          | UMP-PR          | Conseiller municipal de Valdoie |
| XVIe        | 22 juin 2022    | 9 juin 2024    | Florian Chauche                                                           | LFI             | Mandat écourté à la suite d'une dissolution parlementaire décidée par Emmanuel Macron. |
| XVIIe       | 8 juillet 2024  | En cours       | Guillaume Bigot                                                           | RN              | |

## Historique des élections

### Avant le redécoupage de 1986

#### Élections législatives de 1958
| Candidat       | Candidat        | Parti          | Premier tour | Premier tour | Second tour | Second tour |  |
| Candidat       | Candidat        | Parti          | Voix         | %            | Voix        | %           |  |
| -------------- | --------------- | -------------- | ------------ | ------------ | ----------- | ----------- |  |
|                | Henri Dorey élu | MRP            | 5 722        | 29,34        | 7 329       | 36,98       |  |
|                | Marius Rucklin  | SFIO           | 4 005        | 20,53        | 5 905       | 29,79       |  |
|                | Ernest Novier   | UNR            | 3 827        | 19,62        | Retrait     | Retrait     |  |
|                | Robert Deshayes | CR             | 2 920        | 14,97        | 5 050       | 25,48       |  |
|                | Georges Netter  | UFD            | 1 546        | 7,93         | Retrait     | Retrait     |  |
|                | Gilbert Hopp    | PCF            | 1 484        | 7,61         | 1 536       | 7,75        |  |
|                |                 |                |              |              |             |             |  |
| Inscrits       | Inscrits        | Inscrits       | 26 651       | 100,00       | 26 649      | 100,00      |  |
| Abstentions    | Abstentions     | Abstentions    | 6 630        | 24,88        | 6 413       | 24,06       |  |
| Votants        | Votants         | Votants        | 20 021       | 75,12        | 20 236      | 75,94       |  |
| Blancs et nuls | Blancs et nuls  | Blancs et nuls | 517          | 2,58         | 416         | 2,06        |  |
| Exprimés       | Exprimés        | Exprimés       | 19 504       | 97,42        | 19 820      | 97,94       |  |

Le suppléant de Henri Dorey était Émile Coittier, premier adjoint au maire de Delle.

#### Élections législatives de 1962
| Candidat       | Candidat              | Parti          | Premier tour | Premier tour | Second tour | Second tour |  |
| Candidat       | Candidat              | Parti          | Voix         | %            | Voix        | %           |  |
| -------------- | --------------------- | -------------- | ------------ | ------------ | ----------- | ----------- |  |
|                | Jean-Marie Bailly élu | UNR-UDT        | 7 943        | 45,75        | 10 276      | 55,65       |  |
|                | Henri Dorey sortant   | MRP            | 3 326        | 19,16        | 2 804       | 15,18       |  |
|                | Marius Rucklin        | SFIO           | 2 608        | 15,02        | 5 387       | 29,17       |  |
|                | Charles Hautenauve    | PCF            | 1 791        | 10,32        | Retrait     | Retrait     |  |
|                | Georges Netter        | PSU            | 1 692        | 9,75         | Retrait     | Retrait     |  |
|                |                       |                |              |              |             |             |  |
| Inscrits       | Inscrits              | Inscrits       | 26 713       | 100,00       | 26 710      | 100,00      |  |
| Abstentions    | Abstentions           | Abstentions    | 8 848        | 33,12        | 7 850       | 29,39       |  |
| Votants        | Votants               | Votants        | 17 865       | 66,88        | 18 860      | 70,61       |  |
| Blancs et nuls | Blancs et nuls        | Blancs et nuls | 505          | 2,83         | 393         | 2,08        |  |
| Exprimés       | Exprimés              | Exprimés       | 17 360       | 97,17        | 18 467      | 97,92       |  |

Le suppléant de Jean-Marie Bailly était Raymond Hatterer, fonctionnaire au Ministère du Travail, co-directeur du Courrier de Belfort.

#### Élections législatives de 1967
| Candidat       | Candidat                        | Parti          | Premier tour | Premier tour | Second tour | Second tour |  |
| Candidat       | Candidat                        | Parti          | Voix         | %            | Voix        | %           |  |
| -------------- | ------------------------------- | -------------- | ------------ | ------------ | ----------- | ----------- |  |
|                | Jean-Marie Bailly sortant réélu | UD-Ve          | 10 135       | 48,5         | 11 058      | 51,93       |  |
|                | Pierre Mougin                   | FGDS (SFIO)    | 6 861        | 32,83        | 10 238      | 48,07       |  |
|                | Gilbert Hopp                    | PCF            | 2 631        | 12,59        | Retrait     | Retrait     |  |
|                | Maurice Rouèche                 | CD (PDM)       | 1 269        | 6,07         |             |             |  |
|                |                                 |                |              |              |             |             |  |
| Inscrits       | Inscrits                        | Inscrits       | 26 973       | 100,00       | 26 969      | 100,00      |  |
| Abstentions    | Abstentions                     | Abstentions    | 5 631        | 20,88        | 5 243       | 19,44       |  |
| Votants        | Votants                         | Votants        | 21 342       | 79,12        | 21 726      | 80,56       |  |
| Blancs et nuls | Blancs et nuls                  | Blancs et nuls | 446          | 2,09         | 430         | 1,98        |  |
| Exprimés       | Exprimés                        | Exprimés       | 20 896       | 97,91        | 21 296      | 98,02       |  |

Le suppléant de Jean-Marie Bailly était Paul Robert, docteur en médecine, conseiller général, maire de Rougemont-le-Château.

#### Élections législatives de 1968
| Candidat       | Candidat                        | Parti          | Premier tour | Premier tour | Second tour | Second tour |  |
| Candidat       | Candidat                        | Parti          | Voix         | %            | Voix        | %           |  |
| -------------- | ------------------------------- | -------------- | ------------ | ------------ | ----------- | ----------- |  |
|                | Jean-Marie Bailly sortant réélu | UDR (URP)      | 10 596       | 49,78        | 11 705      | 54,18       |  |
|                | Pierre Mougin                   | FGDS (SFIO)    | 6 585        | 30,94        | 9 900       | 45,82       |  |
|                | Robert Krauss                   | PCF            | 1 981        | 9,31         |             |             |  |
|                | Jacques Dillenseger             | CD (PDM)       | 1 251        | 5,88         |             |             |  |
|                | Robert Roudot                   | PSU            | 871          | 4,09         |             |             |  |
|                |                                 |                |              |              |             |             |  |
| Inscrits       | Inscrits                        | Inscrits       | 26 825       | 100,00       | 26 822      | 100,00      |  |
| Abstentions    | Abstentions                     | Abstentions    | 5 257        | 19,6         | 4 843       | 18,06       |  |
| Votants        | Votants                         | Votants        | 21 568       | 80,4         | 21 979      | 81,94       |  |
| Blancs et nuls | Blancs et nuls                  | Blancs et nuls | 284          | 1,32         | 374         | 1,7         |  |
| Exprimés       | Exprimés                        | Exprimés       | 21 284       | 98,68        | 21 605      | 98,3        |  |

Le suppléant de Jean-Marie Bailly était Paul Robert. Paul Robert remplaça Jean-Marie Bailly, nommé membre du gouvernement, du 23 juillet 1969 au 1er avril 1973.

#### Élections législatives de 1973
| Candidat       | Candidat                  | Parti          | Premier tour | Premier tour | Second tour | Second tour |  |
| Candidat       | Candidat                  | Parti          | Voix         | %            | Voix        | %           |  |
| -------------- | ------------------------- | -------------- | ------------ | ------------ | ----------- | ----------- |  |
|                | Raymond Forni élu         | PS (UGSD)      | 8 757        | 37,91        | 13 644      | 55,21       |  |
|                | Jean-Marie Bailly sortant | UDR (URP)      | 8 659        | 37,49        | 11 070      | 44,79       |  |
|                | René Jouquez              | PCF            | 2 503        | 10,84        |             |             |  |
|                | Claude Girardot           | CD (MR)        | 2 403        | 10,4         |             |             |  |
|                | Jean-Claude Louis         | LO             | 775          | 3,36         |             |             |  |
|                |                           |                |              |              |             |             |  |
| Inscrits       | Inscrits                  | Inscrits       | 28 906       | 100,00       | 28 892      | 100,00      |  |
| Abstentions    | Abstentions               | Abstentions    | 5 247        | 18,15        | 3 577       | 12,38       |  |
| Votants        | Votants                   | Votants        | 23 659       | 81,85        | 25 315      | 87,62       |  |
| Blancs et nuls | Blancs et nuls            | Blancs et nuls | 562          | 2,38         | 601         | 2,37        |  |
| Exprimés       | Exprimés                  | Exprimés       | 23 097       | 97,62        | 24 714      | 97,63       |  |

Le suppléant de Raymond Forni était Pierre Mougin, agriculteur, maire de Fêche-l'Église.

#### Élections législatives de 1978
| Candidat       | Candidat                    | Parti          | Premier tour | Premier tour | Second tour | Second tour |  |
| Candidat       | Candidat                    | Parti          | Voix         | %            | Voix        | %           |  |
| -------------- | --------------------------- | -------------- | ------------ | ------------ | ----------- | ----------- |  |
|                | Raymond Forni sortant réélu | PS             | 11 221       | 38,98        | 16 877      | 56,41       |  |
|                | Gérard Pince                | UDF (PR)       | 7 060        | 24,52        | 13 044      | 43,59       |  |
|                | Michel Champanay            | RPR            | 4 789        | 16,64        | Retrait     | Retrait     |  |
|                | Jackie Drouet               | PCF            | 3 347        | 11,63        |             |             |  |
|                | Henri Léandre               | Écologie 78    | 1 419        | 4,93         |             |             |  |
|                | Éliane Lacaille             | LO             | 664          | 2,31         |             |             |  |
|                | Paul Chiesa                 | LCR            | 288          | 1            |             |             |  |
|                |                             |                |              |              |             |             |  |
| Inscrits       | Inscrits                    | Inscrits       | 34 812       | 100,00       | 34 805      | 100,00      |  |
| Abstentions    | Abstentions                 | Abstentions    | 5 444        | 15,64        | 4 287       | 12,32       |  |
| Votants        | Votants                     | Votants        | 29 368       | 84,36        | 30 518      | 87,68       |  |
| Blancs et nuls | Blancs et nuls              | Blancs et nuls | 580          | 1,97         | 597         | 1,96        |  |
| Exprimés       | Exprimés                    | Exprimés       | 28 788       | 98,03        | 29 921      | 98,04       |  |

Le suppléant de Raymond Forni était Pierre Mougin.

#### Élections législatives de 1981
|                | Raymond Forni sortant réélu | PS             | 13 129 | 51,42  |  |  |  |
|                | Pierre Perrin               | RPR (UNM)      | 9 651  | 37,80  |  |  |  |
|                | Jackie Drouet               | PCF            | 1 792  | 7,02   |  |  |  |
|                | Éliane Lacaille             | LO             | 507    | 1,98   |  |  |  |
|                | Bernard Loye                | PSU            | 455    | 1,78   |  |  |  |
|                |                             |                |        |        |  |  |  |
| Inscrits       | Inscrits                    | Inscrits       | 36 675 | 100,00 |  |  |  |
| Abstentions    | Abstentions                 | Abstentions    | 10 688 | 29,14  |  |  |  |
| Votants        | Votants                     | Votants        | 25 987 | 70,86  |  |  |  |
| Blancs et nuls | Blancs et nuls              | Blancs et nuls | 453    | 1,74   |  |  |  |
| Exprimés       | Exprimés                    | Exprimés       | 25 534 | 98,26  |  |  |  |

Le suppléant de Raymond Forni était Pierre Mougin.

### Avant le redécoupage de 2010

#### Élections législatives de 1988
|                | Jean-Pierre Chevènement sortant réélu | PS                  | 15 379 | 53,66  |  |  |  |
|                | Bernard Bruder                        | Divers droite (URC) | 7 679  | 26,79  |  |  |  |
|                | Bernard Boisumeau                     | FN                  | 3 717  | 12,97  |  |  |  |
|                | Joël Niess                            | PCF                 | 1 884  | 6,57   |  |  |  |
|                |                                       |                     |        |        |  |  |  |
| Inscrits       | Inscrits                              | Inscrits            | 44 226 | 100,00 |  |  |  |
| Abstentions    | Abstentions                           | Abstentions         | 14 569 | 32,94  |  |  |  |
| Votants        | Votants                               | Votants             | 29 657 | 67,06  |  |  |  |
| Blancs et nuls | Blancs et nuls                        | Blancs et nuls      | 998    | 3,37   |  |  |  |
| Exprimés       | Exprimés                              | Exprimés            | 28 659 | 96,63  |  |  |  |

La suppléante de Jean-Pierre Chevènement était Gilberte Marin-Moskovitz, employée à Alsthom Belfort, Vice-Présidente du Conseil général, conseillère municipale de Belfort, conseillère générale du canton de Belfort-Sud. Gilberte Marin-Moskovitz remplaça Jean-Pierre Chevènement, nommé membre du gouvernement, du 29 juillet 1988 au 23 avril 1991.

#### Élections législatives partielles de 1991
(à la suite de la démission de Gilberte Marin-Moskovitz).
| Candidat                                                                | Candidat                              | Parti                  | Premier tour | Premier tour | Second tour | Second tour |  |
| Candidat                                                                | Candidat                              | Parti                  | Voix         | %            | Voix        | %           |  |
| ----------------------------------------------------------------------- | ------------------------------------- | ---------------------- | ------------ | ------------ | ----------- | ----------- |  |
|                                                                         | Jean-Pierre Chevènement sortant réélu | PS                     | 8 183        | 38,50        | 11 897      | 52,05       |  |
|                                                                         | Jean Rosselot                         | RPR                    | 5 730        | 26,96        | 10 956      | 47,94       |  |
|                                                                         | Jean-Yves Roubez                      | FN                     | 3 069        | 14,14        |             |             |  |
|                                                                         | Alain Fousseret                       | Les Verts              | 1 285        | 6,04         |             |             |  |
|                                                                         | Roger Heyer                           | Divers écologiste (GÉ) | 982          | 4,62         |             |             |  |
|                                                                         | Joël Niess                            | PCF                    | 938          | 4,41         |             |             |  |
|                                                                         | Eliane Lacaille                       | Extrême gauche (LO)    | 684          | 3,21         |             |             |  |
|                                                                         | Gilbert Guilhem                       | Extrême gauche (LCR)   | 209          | 0,98         |             |             |  |
|                                                                         | Ferdinand Moschenross                 | Divers (Auto.)         | 171          | 0,80         |             |             |  |
|                                                                         |                                       |                        |              |              |             |             |  |
| Inscrits                                                                | Inscrits                              | Inscrits               | 43 575       | 100,00       | 43 569      | 100,00      |  |
| Abstentions                                                             | Abstentions                           | Abstentions            | 20 665       | 47,42        | 18 402      | 42,24       |  |
| Votants                                                                 | Votants                               | Votants                | 22 910       | 52,58        | 25 167      | 57,76       |  |
| Blancs et nuls                                                          | Blancs et nuls                        | Blancs et nuls         | 1 659        | 7,24         | 2 314       | 9,19        |  |
| Exprimés                                                                | Exprimés                              | Exprimés               | 21 251       | 92,76        | 22 853      | 90,81       |  |
| Source : Le Monde du 4 juin 1991, p. 9 ; Le Monde du 11 juin 1991, p. 8 |                                       |                        |              |              |             |             |  |

La suppléante de Jean-Pierre Chevènement était Gilberte Marin-Moskovitz.

#### Élections législatives de 1993
| Candidat       | Candidat                              | Parti             | Premier tour | Premier tour | Second tour | Second tour |  |
| Candidat       | Candidat                              | Parti             | Voix         | %            | Voix        | %           |  |
| -------------- | ------------------------------------- | ----------------- | ------------ | ------------ | ----------- | ----------- |  |
|                | Jean-Pierre Chevènement sortant réélu | PS (ADFP)         | 10 147       | 34,14        | 17 529      | 56,49       |  |
|                | Jacques Bichet                        | UDF (PR)          | 7 206        | 24,27        | 13 501      | 43,51       |  |
|                | Rémi Daude                            | FN                | 3 968        | 13,36        |             |             |  |
|                | Michel Raclot                         | diss. UDF         | 2 724        | 9,17         |             |             |  |
|                | Marine Dormoy                         | GÉ (EÉ)           | 1 663        | 5,60         |             |             |  |
|                | Joël Niess                            | PCF               | 1 212        | 4,08         |             |             |  |
|                | Nathalie Pelette                      | LT-LNÉ            | 777          | 2,62         |             |             |  |
|                | Gérard Belot                          | LO                | 635          | 2,14         |             |             |  |
|                | Roger Heyer                           | Divers écologiste | 521          | 1,75         |             |             |  |
|                | Jean Siron                            | SÉGA              | 460          | 1,54         |             |             |  |
|                | Gilbert Petitgirard                   | PT                | 264          | 0,88         |             |             |  |
|                | Mustapha Lounès                       | Divers            | 120          | 0,40         |             |             |  |
|                |                                       |                   |              |              |             |             |  |
| Inscrits       | Inscrits                              | Inscrits          | 45 383       | 100,00       | 45 377      | 100,00      |  |
| Abstentions    | Abstentions                           | Abstentions       | 13 528       | 29,81        | 11 667      | 25,71       |  |
| Votants        | Votants                               | Votants           | 31 855       | 70,19        | 33 710      | 74,29       |  |
| Blancs et nuls | Blancs et nuls                        | Blancs et nuls    | 2 158        | 6,77         | 2 680       | 7,95        |  |
| Exprimés       | Exprimés                              | Exprimés          | 29 697       | 93,23        | 31 030      | 92,05       |  |

La suppléante de Jean-Pierre Chevènement était Gilberte Marin-Moskovitz.

#### Élections législatives de 1997
| Candidat                     | Candidat                              | Parti          | Premier tour | Premier tour | Second tour | Second tour |  |
| Candidat                     | Candidat                              | Parti          | Voix         | %            | Voix        | %           |  |
| ---------------------------- | ------------------------------------- | -------------- | ------------ | ------------ | ----------- | ----------- |  |
|                              | Jean-Pierre Chevènement sortant réélu | MDC (PS)       | 12 339       | 40,48        | 17 720      | 55,30       |  |
|                              | Michel Algrin                         | FN             | 6 228        | 20,43        | 5 979       | 18,66       |  |
|                              | Jacques Bichet                        | UDF (PR)       | 6 043        | 19,82        | 8 346       | 26,04       |  |
|                              | Jean-Jacques Mettetal                 | Les Verts      | 2 143        | 7,03         |             |             |  |
|                              | Daniel Couqueberg                     | PCF            | 1 503        | 4,93         |             |             |  |
|                              | Gérard Belot                          | LO             | 1 291        | 4,23         |             |             |  |
|                              | Christine Roussel                     | LDI (MPF)      | 938          | 3,08         |             |             |  |
|                              |                                       |                |              |              |             |             |  |
| Inscrits                     | Inscrits                              | Inscrits       | 44 791       | 100,00       | 44 781      | 100,00      |  |
| Abstentions                  | Abstentions                           | Abstentions    | 12 662       | 28,27        | 11 129      | 24,85       |  |
| Votants                      | Votants                               | Votants        | 32 129       | 71,73        | 33 652      | 75,15       |  |
| Blancs et nuls               | Blancs et nuls                        | Blancs et nuls | 1 644        | 5,12         | 1 607       | 4,78        |  |
| Exprimés                     | Exprimés                              | Exprimés       | 30 485       | 94,88        | 32 045      | 95,22       |  |
| Source : Assemblée nationale |                                       |                |              |              |             |             |  |

La suppléante de Jean-Pierre Chevènement était Gilberte Marin-Moskovitz. Gilberte Marin-Moskovitz remplaça Jean-Pierre Chevènement, nommé membre du gouvernement, du 5 juillet 1997 au 7 septembre 2000.

#### Élections législatives partielles de 2000
| Candidat          | Candidat                              | Parti          | Premier tour | Premier tour | Second tour | Second tour |  |
| Candidat          | Candidat                              | Parti          | Voix         | %            | Voix        | %           |  |
| ----------------- | ------------------------------------- | -------------- | ------------ | ------------ | ----------- | ----------- |  |
|                   | Jean-Pierre Chevènement sortant réélu | MDC            | 8 729        | 50,98        | 10 933      | 65,98       |  |
|                   | Michel Zumkeller                      | DL             | 2 880        | 16,82        | 5 638       | 34,02       |  |
|                   | Marie-Thérèse Munnier-Drouhin         | FN             | 1 636        | 9,55         |             |             |  |
|                   | Yvan Lajeanne                         | MNR            | 1 218        | 7,11         |             |             |  |
|                   | Jean-Jacques Mettetal                 | Les Verts      | 1 213        | 7,08         |             |             |  |
|                   | Gérard Belot                          | LO             | 907          | 5,30         |             |             |  |
|                   | Daniel Couqueberg                     | PCF            | 540          | 3,15         |             |             |  |
|                   |                                       |                |              |              |             |             |  |
| Inscrits          | Inscrits                              | Inscrits       | 45 461       | 100,00       | 45 454      | 100,00      |  |
| Abstentions       | Abstentions                           | Abstentions    | 27 359       | 60,18        | 27 064      | 59,54       |  |
| Votants           | Votants                               | Votants        | 18 102       | 39,82        | 18 390      | 40,46       |  |
| Blancs et nuls    | Blancs et nuls                        | Blancs et nuls | 979          | 5,41         | 1 819       | 9,89        |  |
| Exprimés          | Exprimés                              | Exprimés       | 17 123       | 94,59        | 16 571      | 90,11       |  |
| Source : Le Monde |                                       |                |              |              |             |             |  |

#### Élections législatives de 2002
| Candidat                     | Candidat                        | Parti                   | Premier tour | Premier tour | Second tour | Second tour |  |
| Candidat                     | Candidat                        | Parti                   | Voix         | %            | Voix        | %           |  |
| ---------------------------- | ------------------------------- | ----------------------- | ------------ | ------------ | ----------- | ----------- |  |
|                              | Michel Zumkeller élu            | UMP                     | 7 560        | 25,65        | 14 543      | 53,42       |  |
|                              | Jean-Pierre Chevènement sortant | Pôle républicain        | 6 338        | 21,50        | 12 679      | 46,58       |  |
|                              | Yves Ackermann                  | PS                      | 5 531        | 18,77        |             |             |  |
|                              | Marie-Thèrese Munnier           | FN                      | 4 854        | 16,47        |             |             |  |
|                              | Lionel Courbey                  | Divers droite (UDF)     | 1 815        | 6,16         |             |             |  |
|                              | Céline Raigneau                 | Les Verts               | 1 003        | 3,40         |             |             |  |
|                              | Gérard Belot                    | LO                      | 592          | 2,01         |             |             |  |
|                              | Jacques Meister                 | PCF                     | 529          | 1,79         |             |             |  |
|                              | Bernard Durrenwachter           | MNR                     | 435          | 1,48         |             |             |  |
|                              | Majid Saïghi                    | Divers                  | 257          | 0,87         |             |             |  |
|                              | Isabelle Chateaudon             | Divers écologiste (MÉI) | 249          | 0,84         |             |             |  |
|                              | Jacques Mayer                   | Extrême gauche (PT)     | 220          | 0,75         |             |             |  |
|                              | Éric Bourget                    | Divers écologiste (GÉ)  | 78           | 0,26         |             |             |  |
|                              | Marie-Christine Rohmer          | Divers (PF)             | 14           | 0,05         |             |             |  |
|                              |                                 |                         |              |              |             |             |  |
| Inscrits                     | Inscrits                        | Inscrits                | 45 959       | 100,00       | 45 755      | 100,00      |  |
| Abstentions                  | Abstentions                     | Abstentions             | 15 667       | 34,09        | 16 142      | 35,28       |  |
| Votants                      | Votants                         | Votants                 | 30 292       | 65,91        | 29 613      | 64,72       |  |
| Blancs et nuls               | Blancs et nuls                  | Blancs et nuls          | 817          | 2,7          | 2 391       | 8,07        |  |
| Exprimés                     | Exprimés                        | Exprimés                | 29 475       | 97,3         | 27 222      | 91,93       |  |
| Source : Assemblée nationale |                                 |                         |              |              |             |             |  |

La suppléante de Michel Zumkeller était Emmanuelle Trova-Lacorre, conseillère municipale de Belfort.

#### Élections législatives de 2007
| Candidat                     | Candidat                       | Parti          | Premier tour | Premier tour | Second tour | Second tour |  |
| Candidat                     | Candidat                       | Parti          | Voix         | %            | Voix        | %           |  |
| ---------------------------- | ------------------------------ | -------------- | ------------ | ------------ | ----------- | ----------- |  |
|                              | Michel Zumkeller sortant réélu | UMP            | 12 380       | 43,15        | 15 701      | 54,48       |  |
|                              | Jean-Pierre Chevènement        | MRC            | 7 467        | 26,03        | 13 119      | 45,52       |  |
|                              | Alain Dreyfus-Schmidt          | PS             | 2 081        | 7,25         |             |             |  |
|                              | Sylvianne Schott               | FN             | 1 488        | 5,19         |             |             |  |
|                              | Jean Siron                     | Les Verts      | 1 279        | 4,46         |             |             |  |
|                              | Sébastien Astorga              | UDF–MoDem      | 1 238        | 4,32         |             |             |  |
|                              | Marie-Christine Welfele        | LCR            | 650          | 2,27         |             |             |  |
|                              | Jean-Marie Pheulpin            | LO             | 456          | 1,59         |             |             |  |
|                              | Bertrand Chevalier             | PCF            | 437          | 1,52         |             |             |  |
|                              | Bouabdallah Kiouas             | Divers         | 375          | 1,31         |             |             |  |
|                              | Jacques Mayer                  | MPF            | 275          | 0,96         |             |             |  |
|                              | Catherine Lutz                 | MÉI            | 225          | 0,78         |             |             |  |
|                              | Jacques Forêt                  | MNR            | 208          | 0,73         |             |             |  |
|                              | Jacques Meyer                  | PT             | 130          | 0,45         |             |             |  |
|                              |                                |                |              |              |             |             |  |
| Inscrits                     | Inscrits                       | Inscrits       | 47 487       | 100,00       | 47 484      | 100,00      |  |
| Abstentions                  | Abstentions                    | Abstentions    | 18 114       | 38,15        | 17 108      | 36,03       |  |
| Votants                      | Votants                        | Votants        | 29 373       | 61,85        | 30 376      | 63,97       |  |
| Blancs et nuls               | Blancs et nuls                 | Blancs et nuls | 684          | 2,33         | 1 556       | 5,12        |  |
| Exprimés                     | Exprimés                       | Exprimés       | 28 689       | 97,67        | 28 820      | 94,88       |  |
| Source : Assemblée nationale |                                |                |              |              |             |             |  |

### Depuis le redécoupage de 2010

#### Élections législatives de 2012
| Candidat       | Candidat                       | Parti                         | Premier tour | Premier tour | Second tour | Second tour |
| Candidat       | Candidat                       | Parti                         | Voix         | %            | Voix        | %           |
| -------------- | ------------------------------ | ----------------------------- | ------------ | ------------ | ----------- | ----------- |
|                | Michel Zumkeller sortant réélu | PRV (UMP)                     | 8 502        | 30,34        | 13 741      | 51,61       |
|                | Étienne Butzbach               | MRC (Divers gauche, PS)       | 8 403        | 29,99        | 12 886      | 48,39       |
|                | Isabelle Roy                   | RBM (FN)                      | 4 921        | 17,56        |             |             |
|                | Marie-José Fleury              | diss. PS                      | 1 862        | 6,64         |             |             |
|                | Emmanuel Petitjean             | FG (PG) (Divers gauche)       | 1 377        | 4,91         |             |             |
|                | Vincent Jeudy                  | EÉLV                          | 1 163        | 4,15         |             |             |
|                | Jean-Christophe Messin         | CpF (MoDem)                   | 778          | 2,78         |             |             |
|                | Bachir Bouhmadou               | Divers (Résistance citoyenne) | 593          | 2,12         |             |             |
|                | Jean-Marie Pheulpin            | LO                            | 225          | 0,80         |             |             |
|                | Olivier Marcet                 | NPA                           | 200          | 0,71         |             |             |
|                | Gabrielle Domin                | PRG                           | 0            | 0,00         |             |             |
|                |                                |                               |              |              |             |             |
| Inscrits       | Inscrits                       | Inscrits                      | 47 779       | 100,00       | 47 774      | 100,00      |
| Abstentions    | Abstentions                    | Abstentions                   | 19 240       | 40,27        | 19 635      | 41,10       |
| Votants        | Votants                        | Votants                       | 28 539       | 59,73        | 28 139      | 58,90       |
| Blancs et nuls | Blancs et nuls                 | Blancs et nuls                | 515          | 1,80         | 1 512       | 5,37        |
| Exprimés       | Exprimés                       | Exprimés                      | 28 024       | 98,20        | 26 627      | 94,63       |

#### Élections législatives de 2017
|                                                                                       |                                                                                           |                           |                           |                          |                          |
|                                                                                       |                                                                                           | Premier tour 11 juin 2017 | Premier tour 11 juin 2017 | Second tour 18 juin 2017 | Second tour 18 juin 2017 |
|                                                                                       |                                                                                           |                           |                           |                          |                          |
|                                                                                       |                                                                                           | Nombre                    | % des inscrits            | Nombre                   | % des inscrits           |
| Inscrits                                                                              | Inscrits                                                                                  | 47 505                    | 100,00                    | 47 495                   | 100,00                   |
| Abstentions                                                                           | Abstentions                                                                               | 23 958                    | 50,43                     | 26 524                   | 55,85                    |
| Votants                                                                               | Votants                                                                                   | 23 547                    | 49,57                     | 20 971                   | 44,15                    |
|                                                                                       |                                                                                           |                           | % des votants             |                          | % des votants            |
| Bulletins blancs                                                                      | Bulletins blancs                                                                          | 471                       | 2,00                      | 1 810                    | 8,63                     |
| Bulletins nuls                                                                        | Bulletins nuls                                                                            | 208                       | 0,88                      | 932                      | 4,44                     |
| Suffrages exprimés                                                                    | Suffrages exprimés                                                                        | 22 868                    | 97,12                     | 18 229                   | 86,92                    |
|                                                                                       |                                                                                           |                           |                           |                          |                          |
| Candidat Étiquette politique (partis et alliances)                                    | Candidat Étiquette politique (partis et alliances)                                        | Voix                      | % des exprimés            | Voix                     | % des exprimés           |
|                                                                                       |                                                                                           |                           |                           |                          |                          |
|                                                                                       | Bruno Kern La République en marche                                                        | 6 836                     | 29,89                     | 8 415                    | 46,16                    |
|                                                                                       | Michel Zumkeller (député sortant) Union des démocrates et indépendants (Les Républicains) | 5 386                     | 23,55                     | 9 814                    | 53,84                    |
|                                                                                       | Laila Leroy Front national                                                                | 3 511                     | 15,35                     |                          |                          |
|                                                                                       | Laurent Soler La France insoumise                                                         | 2 644                     | 11,56                     |                          |                          |
|                                                                                       | Vincent Jeudy Europe Écologie Les Verts                                                   | 1 486                     | 6,50                      |                          |                          |
|                                                                                       | Maude Clavequin Parti socialiste                                                          | 1 357                     | 5,93                      |                          |                          |
|                                                                                       | Jean-Christophe Muringer Debout la France                                                 | 506                       | 2,21                      |                          |                          |
|                                                                                       | Jean Parenty Parti communiste français                                                    | 333                       | 1,46                      |                          |                          |
|                                                                                       | Noureddine Lemqaddeh Divers (Parti égalité et justice)                                    | 257                       | 1,12                      |                          |                          |
|                                                                                       | Jean-Marie Pheulpin Lutte ouvrière                                                        | 252                       | 1,10                      |                          |                          |
|                                                                                       | Philippe Marceau Divers (Union populaire républicaine)                                    | 167                       | 0,73                      |                          |                          |
|                                                                                       | Marc Archambault Divers                                                                   | 133                       | 0,58                      |                          |                          |
| Source : Ministère de l'Intérieur - Deuxième circonscription du Territoire de Belfort |                                                                                           |                           |                           |                          |                          |

### Élections de 2022
| Résultats des élections législatives des 12 et 19 juin 2022 de la 2e circonscription du Territoire de Belfort |                          |                          |                          |              |              |             |             |
| Candidat, | Candidat,                | Parti et coalition       | Nuance                   | Premier tour | Premier tour | Second tour | Second tour |
| Candidat, | Candidat,                | Parti et coalition       | Nuance                   | Voix         | %            | Voix        | %           |
| | Florian Chauche          | LFI (NUPES)              | NUP                      | 5 943        | 26,42        | 9 476       | 51,37       |
| | Sophie Carnicer          | RN                       | RN                       | 4 307        | 19,15        | 8 971       | 48,63       |
| | Baptiste Petitjean       | RR (ENS)                 | ENS                      | 4 134        | 18,38        |             |             |
| | Michel Zumkeller         | UDI (UDC)                | UDI                      | 3 669        | 16,31        |             |             |
| | Didier Vallverdu         | LR diss.                 | DVD                      | 2 502        | 11,12        |             |             |
| | Marc Felemez             | REC                      | REC                      | 1 158        | 5,15         |             |             |
| | Simon Pheuplin           | LO                       | DXG                      | 432          | 1,92         |             |             |
| | Christelle Hanna         | DLF (UPF)                | DSV                      | 259          | 1,15         |             |             |
| | Marc Archambault         | SE                       | DXD                      | 91           | 0,40         |             |             |
| Votes valides                                                                                                 | Votes valides            | Votes valides            | Votes valides            | 22 495       | 96,89        | 18 447      | 83,41       |
| Votes blancs                                                                                                  | Votes blancs             | Votes blancs             | Votes blancs             | 427          | 1,84         | 2 735       | 12,37       |
| Votes nuls | Votes nuls               | Votes nuls               | Votes nuls               | 295          | 1,27         | 935         | 4,23        |
| Total | Total                    | Total                    | Total                    | 23 217       | 100          | 22 117      | 100         |
| Abstention | Abstention               | Abstention               | Abstention               | 23 277       | 50,06        | 24 390      | 52,44       |
| Inscrits / participation                                                                                      | Inscrits / participation | Inscrits / participation | Inscrits / participation | 46 494       | 49,94        | 46 507      | 47,56       |

### Élections de 2024
| Candidat                 | Candidat                 | Parti et coalition       | Nuance                   | Premier tour | Premier tour | Second tour | Second tour |
| Candidat                 | Candidat                 | Parti et coalition       | Nuance                   | Voix         | %            | Voix        | %           |
| ------------------------ | ------------------------ | ------------------------ | ------------------------ | ------------ | ------------ | ----------- | ----------- |
|                          | Guillaume Bigot          | RN                       | RN                       | 11 888       | 37,86        | 14 546      | 50,59       |
|                          | Florian Chauche          | LFI (NFP)                | UG                       | 8 799        | 28,02        | 14 209      | 49,41       |
|                          | Simon Pheulpin           | LO                       | EXG                      | 497          | 1,58         |             |             |
|                          | Céline Keck              | UL                       | REG                      | 0            | 0,00         |             |             |
|                          | Josée Martinez           | MoDem (ENS)              | ENS                      | 4 794        | 15,27        |             |             |
|                          | Dider Vallverdu          | LR                       | LR                       | 5 422        | 17,27        |             |             |
| Votes valides            | Votes valides            | Votes valides            | Votes valides            | 31 400       | 67,52        | 28 755      | 61,93       |
| Votes blancs             | Votes blancs             | Votes blancs             | Votes blancs             | 533          | 1,65         | 2 517       | 7,81        |
| Votes nuls               | Votes nuls               | Votes nuls               | Votes nuls               | 328          | 1,02         | 936         | 2,91        |
| Total                    | Total                    | Total                    | Total                    | 32 261       | 100          | 32 208      | 100         |
| Abstention               | Abstention               | Abstention               | Abstention               | 14 246       | 30,63        | 14 226      | 30,64       |
| Inscrits / participation | Inscrits / participation | Inscrits / participation | Inscrits / participation | 46 507       | 69,37        | 46 434      | 69,36       |